# En el metro
«En el metro» es una canción perteneciente al grupo de new wave y de rock chileno Banda Metro. Es el último tema que forma parte del disco Rock total, editado bajo el sello RCA Víctor en el año 1984. En el metro fue el segundo corte de difusión y junto con «La ciudad»; fueron uno de los hits más destacados de la placa.

## Historia
Luego de las difusiones de los sencillos «Santina», «En el Metro» y «La ciudad», la agrupación se presentó en la versión local del festival OTI. Tras el inesperado suceso del disco y por una accidentada gira de autopromocion realizada en Perú; la agrupación se separa en el año 1986.